# 다이호역
다이호역(일본어: 大宝駅)은 일본 이바라키현 시모쓰마시에 위치한 간토 철도 조소 선의 철도역이다. 상대식 승강장 2면 2선의 구조를 갖춘 지상역이다.

## 타는 곳
| 1 | ■ 조소 선 | 상행 | 미쓰카이도 · 모리야 · 도리데 방면                                  |
| 2 | ■ 조소 선 | 하행 | 시모다테 방면 (미쓰카이도 · 모리야 · 도리데 방면은 16시 54분 발만) |

## 이용 현황
| 연도   | 1일 평균 승차 인원 |
| ------ | ------------------ |
| 1998년 | 38                 |
| 1999년 | 36                 |
| 2000년 | 36                 |
| 2001년 | 30                 |
| 2002년 | 29                 |
| 2003년 | 28                 |
| 2004년 | 24                 |
| 2005년 | 26                 |
| 2006년 | 24                 |
| 2007년 | 26                 |
| 2008년 | 29                 |
| 2009년 | 26                 |
| 2010년 | 27                 |
| 2011년 | 28                 |
| 2012년 | 29                 |
| 2013년 | 27                 |

## 역 주변
- LIXIL 시모쓰마 공장

## 인접 역
| 간토 철도 ■ 조소 선  | 간토 철도 ■ 조소 선 | 간토 철도 ■ 조소 선    |
| -------------------- | ------------------- | ---------------------- |
| 시모쓰마 도리데 방면 | 보통                | 도바노에 시모다테 방면 |